# Ricciella
Ricciella es un género de musgos hepáticas de la familia Ricciaceae. Comprende 11 especies descritas y de estas, solo 2 aceptadas.

## Taxonomía
El género fue descrito por Alexander Karl Heinrich Braun  y publicado en Flora 4: 756. 1821.  La especie tipo es: Ricciella fluitans (L.) A. Braun 

## Especies aceptadas
- Ricciella crystallina (L.) Warnst.
- Ricciella fluitans (L.) A. Braun